# Сен-Клер (Ардеш)
Сен-Клер (фр. Saint-Clair, окс. Sant Clair) — коммуна во Франции, находится в регионе Рона — Альпы. Департамент коммуны — Ардеш. Входит в состав кантона Северный Анноне. Округ коммуны — Турнон-сюр-Рон.
Код INSEE коммуны — 07225.

## Население
Население коммуны на 2008 год составляло 1022 человека.
| 1962 | 1968 | 1975 | 1982 | 1990 | 1999 | 2008 |
| ---- | ---- | ---- | ---- | ---- | ---- | ---- |
| 196  | 281  | 425  | 641  | 742  | 918  | 1022 |

## Экономика

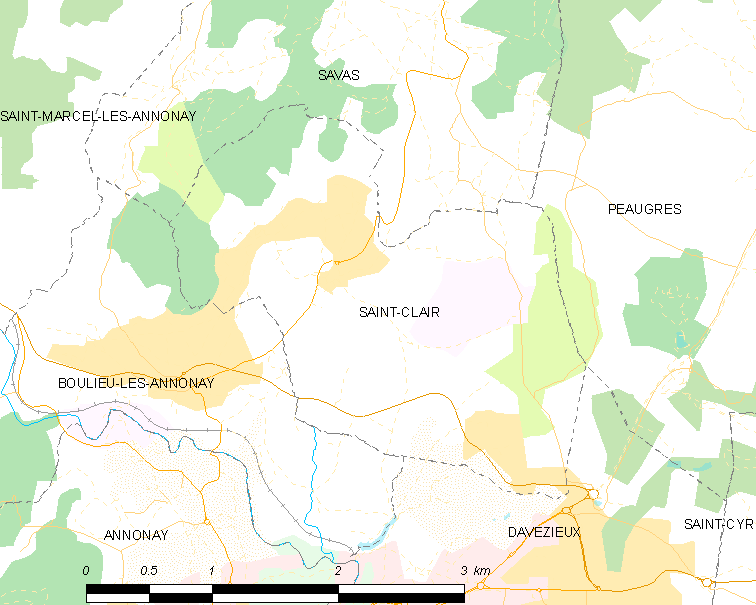
Карта коммуны

В 2007 году среди 656 человек в трудоспособном возрасте (15—64 лет) 482 были экономически активными, 174 — неактивными (показатель активности — 73,5 %, в 1999 году было 73,3 %). Из 482 активных работали 462 человека (245 мужчин и 217 женщин), безработных было 20 (11 мужчин и 9 женщин). Среди 174 неактивных 68 человек были учениками или студентами, 68 — пенсионерами, 38 были неактивными по другим причинам.

## Достопримечательности
- Замок Гурдан (XVI—XVII века)[2]